# Kårtorp
Kårtorp är en ort i Norrköpings kommun, Östergötlands län. Fram till 2010 klassades den som småort.
I Kårtorp utanför Norrköping finns dansbana, en sommarkiosk och en fotbollsplan samt en av föreningen ägd badplats vid Ensjöns strand. Kårtorp har eget fotbollslag och idrottsklubb KIF. Här arrangeras festligheter året om, men framförallt under sommarhalvåret med midsommarfirande och livemusik. Området är ägt av Kårtorps Fritidstuguförening. Det finns kommunalt vatten och avlopp i området och 2017-2018 planeras markförlagd el samt fiber via E-on och Norrköping Vatten Avfall AB.